# Muncie Girls
Muncie Girls est un groupe britannique de punk hardcore, originaire d'Exeter, en Angleterre. Il est composé de Lande Hekt (basse, guitare rythmique, chant), Dean McMullen (guitare solo), et Luke Ellis (batterie)[1][2] Le groupe a sorti deux albums studio, From Caplan to Belsize (2016) et Fixed Ideals (2018), sur le label Specialist Subject Records de sa ville natale et a effectué des tournées internationales.

## Histoire
Lande Hekt et Dean McMullen forment Muncie Girls en 2010 alors qu'ils fréquentaient l'Exeter College. Ils ont joué leurs premiers concerts au Cavern Club, leur salle de rock locale, et se sont beaucoup impliqués dans la scène underground DIY Punk. Le groupe organise ses propres concerts, ainsi que des événements de collecte de fonds, et Hekt lance un atelier de musique pour les femmes sous le nom de " School of Frock,. Ellis rejoint le groupe en 2012, solidifiant ainsi la formation.
Après avoir sorti deux EP sur le label Specialist Subject Records de leur ville natale en 2012 et 2013, le label a sorti leur premier album From Caplan to Belsize le 4 mars 2016, enregistré au Ranch à Southampton. Le titre de l'album est une référence à The Bell Jar de Sylvia Plath. Il fait référence aux deux asiles dans lesquels la protagoniste du livre est enfermée, et est utilisé pour représenter l'idée que l'album est un voyage.
L'album est bien accueilli, avec des critiques de 5/5 dans Kerrang! et Upset, et de 9/10 dans Rock Sound. Le groupe a également été nommé dans la catégorie « Meilleure révélation britannique » aux Kerrang! Awards 2016. Après la sortie de l'album, le groupe effectue une tournée internationale comprenant des premières parties avec Taking Back Sunday, Frank Iero and the Cellabration, Los Campesinos!, The Wonder Years, et Such Gold. Ils ont également joué au festival de Glastonbury cette année-là, se produisant avec Billy Bragg sur la scène Left Field, ainsi qu'aux festivals de Reading et Leeds, Groezrock et SXSW[5].
En août 2023, le groupe annonce sa séparation après une dernière série de concerts au Royaume-Uni en décembre 2023.

## Discographie

### Albums studio
- 2016 : From Caplan to Belsize[1]
- 2018 : Fixed Ideals

### EP
- 2011 : Muncie Girls
- 2012 : Muncie Girls
- 2012 : Revolution Summer
- 2013 : Sleepless
- 2020 : B-Sides the Point

### Splits
- 2013 : Split avec Sandlotkids
- 2014 : Split avec Great Cynics (en)
- 2017 : Split avech The Hard Aches (en)[5]